# ISOLDE
ISOLDE (Isotope Separator On Line DEvice) è un laboratorio situato al CERN di Ginevra accanto al Proton Synchrotron Booster. Iniziò ad operare nel 1967 e venne ricostruito due volte nel 1974 e nel 1992 per alcuni ampliamenti.
Al laboratorio ISOLDE vengono prodotti nuclei atomici radioattivi di isotopi pesanti per una serie di esperimenti di fisica nucleare, fisica atomica, fisica molecolare e fisica dello stato solido, ma anche biofisica e astrofisica. La grande varietà di isotopi prodotti permette lo studio sistematico delle proprietà atomiche e nucleari, e lo studio dei decadimenti esotici possibili.
Con il fascio di protoni proveniente dal Proton Synchrotron Booster vengono prodotti una grande varietà di isotopi radioattivi, inviando i protoni su targhette fisse di più di 70 elementi chimici differenti. Gli isotopi che emergono dalla collisione, vengono accelerati e separati tramite campi magnetici in base alle loro masse diverse. Vengono prodotti circa 700 fasci diversi composti da 1000 ioni al secondo, inviati agli esperimenti.

## Esempi di nuclei prodotti
| Bersaglio          | Temperatura di fusione (°C) | Temperatura max operativa (°C) | Nucleo prodotto         |
| Metallo fuso       | Metallo fuso                | Metallo fuso                   | Metallo fuso            |
| ------------------ | --------------------------- | ------------------------------ | ----------------------- |
| Ge                 | 937                         | 1100                           | 60-74Zn,64-75Ga         |
| Sn                 | 232                         | 1200                           | 97-122Cd                |
| La                 | 920                         | 1400                           | 115-128I,115-133Xe ecc. |
| Pb                 | 937                         | 1100                           | 177-207Hg               |
| Metallo solido     |                             |                                |                         |
| Ti                 | 1675                        | 1600                           | 37-46Ca,42-48Sc         |
| Nb                 | 2470                        | 2050                           | 70-85Br,74-86Rb ecc.    |
| Ta                 | 2996                        | 2200                           | molti                   |
| W                  | 3410                        | 2200                           | 8, 9, 10Li              |
| Carbonio e Carburi |                             |                                |                         |
| C                  | 3600                        | 1800                           | 7, 10, 11Be             |
| Al4C3              | 1400                        | 1200                           | 20-24Na                 |
| SiC                | 2300                        | 1200                           | 17-23F,22-28Mg ecc.     |
| ThC2 e UC2         | 2450                        | 2200                           | molti                   |
| Ossidi             |                             |                                |                         |
| MgO                | 2800                        | 1500                           | 17-24Ne                 |
| SrO                | 2450                        | 1500                           | 72-81Kr                 |
| ZrO2               | 2700                        | 1850                           | 56-71Cu,62-74Ga ecc.    |
| CeO2               | 2600                        | 1300                           | 112-125Xe ecc.          |

## Esperimenti
Oltre ad alcuni esperimenti fissi, ci sono ogni anno molti esperimenti minori, che si basano sulla varietà di fasci radioattivi prodotti da ISOLDE. Questi vengono costruiti poco prima della disponibilità dei fasci corrispondenti e poi smantellati. Ogni anno ci sono più di 50 esperimenti diversi. Gli esperimenti permanenti sono:
- COLLAPS (COLlinear LAser SPectroscopy)
Un piccolo esperimento che studia le proprietà dei livelli fondamentali dei nuclei esotici radioattivi. Le proprietà studiate (spin, momento magnetico e raggio di carica) contribuiscono enormemente alla comprensione della forza nucleare, dando informazioni importanti sull'accoppiamento dei nucleoni, sulla simmetria delle funzioni d'onda nucleari e sull'interazione nucleare stessa. Questo esperimento inizio a operare nel 1978 a Magonza e poi dal 1980 al 1992 operò al sito iniziale di ISOLDE.
- CRIS (Collinear Resonant Ionization Spectroscopy)
Un esperimento che mette insieme l'alta risoluzione della spettroscopia laser collineare con l'alta efficienza e selettività della spettroscopia a ionizzazione risonante. Vengono studiate le proprietà dei livelli fondamentali dei nuclei esotici radioattivi e vengono prodotti fasci molto puri per studi del decadimento dei nuclidi. L'apparato a vuoto ultra alto fu costruito e testato tra il 2008 e il 2011, e dal 2012 è usato nei primi esperimenti che analizzano gli isotopi del francio.[3]
- ISOLTRAP
Un esperimento costituito da uno spettrometro di massa che raggiunge precisioni dell'ordine di 1 x 10-8. La tecnica di misurazione time-of-flight è impiegata per determinare la frequenza di uno ione in una trappola di Penning, da cui viene ricavato il valore della massa. Sono stati studiati nuclei con vite medie inferiore a 100 ms e un rendimento di produzione inferiore a 1000 ioni al secondo.
- MINIBALL
Un esperimento costituito da un array di rivelatori al germanio ad alta risoluzione operativo da più di 10 anni. L'array consiste in più di 24 cristalli esagonali di germanio disposti sfericamente intorno al punto di collisione: si tratta di un rivelatore progettato appositamente per esperimenti a bassa molteplicità con fasci di ioni radioattivi di bassa intensità. Nel lavorare con fasci di isotopi rari, si incontrano spesso molteplicità molto basse (spesso ci sono solo pochi stati eccitati) e i rendimenti di questi fasci sono di solito molto inferiori a quelli di esperimenti convenzionali, quindi l'efficienza è fondamentale.
- WISArD (Weak Interaction Studies with 32Ar Decay)
Un esperimento in grado di studiare l'interazione debole misurando lo shift cinematico in energia dei protoni prodotti in-flight nel decadimento beta-protone. Un esperimento di precisione con 32Ar fisserà nuovi limiti per un contributo scalare e tensoriale all'interazione debole. Gli ioni prodotti da ISOLDE vengono impiantati in un magnete superconduttore e ne viene misurata la coincidenza in energia tra i positroni (con matrice 3x3 SiPMs) e i protoni (con otto detector al silicio multi-strip) emessi nel decadimento. L'esperimento è iniziato nel 2018 con la costruzione dell'apparato. Dopo un importante upgrade tecnico, una nuova campagna sperimentale è stata realizzata ad ottobre 2021. L'analisi dati e relative simulazioni numeriche sono sotto gestione di una dottoranda. Il risultato della comparazione tra dati sperimentali e simulati fornirà una precisione sulla determinazione delle correnti esotiche nell'interazione debole al livello di qualche permille.